# 两肉缘
《两肉缘》是中国清代的一部禁毁小说，12回。书中叙述嘉兴府监生冯德三十丧偶，与寡妇柳氏结为夫妇。柳氏兄柳春与丫鬟兰香私通，二人洗劫冯家后逃走。监生卞鸿对柳氏有意，让吴才抢走柳氏，又与吴才妻勾搭。后来柳春破产，吴才杀卞鸿又自杀，柳氏得卞家财物与冯德团聚。该书的主要情节抄自《欢喜冤家》一书。